# بناركبود سة (مقاطعة دورة)
بناركبود سة (بالفارسية: بنارکبود سه) هي قرية تقع في قسم تشكن الريفي (مقاطعة دورة) في إيران. يقدر عدد سكانها بـ 165 نسمة .